# World Series of Poker 1987
De World Series of Poker 1987 werd gehouden in de Binion's Horseshoe in Las Vegas van 1 mei t/m 17 mei. Het was de 18de editie van de World Series of Poker, het grootste pokerevenement ter wereld.

## Toernooien
| Event                        | Winnaar            | Prijs    | Tweede            |
| ---------------------------- | ------------------ | -------- | ----------------- |
| $1.000 Ace to Five Draw      | Bob Addison        | $96.400  | Don Williams      |
| $5.000 Deuce to Seven Draw   | Billy Baxter       | $153.000 | Joe Petro         |
| $1.000 Limit Omaha           | T.J. Cloutier      | $72.000  | Robert Turner     |
| $5.000 Seven Card Stud       | Artie Cobb         | $142.000 | Don Williams      |
| $1.000 Seven Card Stud       | Jim Craig          | $103.600 | Onbekend          |
| $2.500 Pot Limit Omaha       | Hal Kant           | $174.000 | Lyle Berman       |
| $1.500 Limit Hold'em         | Ralph Morton       | $189.000 | Jack Keller       |
| $1.000 Seven Card Stud Split | Joe Petro          | $93.200  | Gene Fisher       |
| $1.000 Seven Card Razz       | Carl Rouss         | $65.200  | Mark Mitchell     |
| $500 Ladies' Seven Card Stud | Linda Ryke-Drucker | $16.800  | Barbara Putterman |
| $1.500 No Limit Hold'em      | Hilbert Shirey     | $171.600 | Lee Wosk          |

## Main Event
Het Main Event was het grootste toernooi van de WSOP van 1987. Het is een 10.000 dollar No-Limit Texas Hold'em toernooi. De winnaar van dit toernooi wordt gezien als de officieuze wereldkampioen poker. Er deden in totaal 152 spelers mee.

### Finaletafel
| Positie | Naam            | Prijs    |
| ------- | --------------- | -------- |
| 1       | Johnny Chan     | $625.000 |
| 2       | Frank Henderson | $250.000 |
| 3       | Bob Ciaffone    | $125.000 |
| 4       | James Spain     | $68.750  |
| 5       | Howard Lederer  | $56.250  |
| 6       | Dan Harrington  | $43.750  |

### Andere hoge posities
| Positie | Naam                   | Prijs   |
| ------- | ---------------------- | ------- |
| 8       | Mickey Appleman        | $25.000 |
| 9       | Jack Keller            | $18.750 |
| 11      | Jay Heimowitz          | $12.500 |
| 12      | Hamid Dastmalchi       | $12.500 |
| 14      | Humberto Brenes        | $12.500 |
| 17      | Walter "Puggy" Pearson | $12.500 |